# Kościół Podwyższenia Krzyża Świętego i św. Stanisława, Biskupa i Męczennika w Hajnówce
Kościół Podwyższenia Krzyża Świętego i świętego Stanisława, Biskupa i Męczennika w Hajnówce – zabytkowy rzymskokatolicki kościół parafialny w Hajnówce, w województwie podlaskim. Należy do dekanatu Hajnówka diecezji drohiczyńskiej.

## Historia
Budowla, chociaż jest wpisana do rejestru zabytków, powstała dopiero po II wojnie światowej. Jest to trzeci w historii kościół parafialny. Świątynia została zaprojektowana przez warszawskiego architekta Stanisława Marzyńskiego. Budowa została rozpoczęta przez księdza Józef Moniuszkę, proboszcza w Hajnówce w dniu 23 lutego 1946 roku. Natomiast, w dniu 28 sierpnia 1948 roku rozpoczęto wznoszenie fundamentów, w dniu 14 listopada tego samego roku został poświęcony kamień węgielny przez księdza prałata Henryka Humnickiego, wikariusza kapitulnego diecezji pińskiej. Niestety władze komunistyczne uniemożliwiły kontynuowanie prac budowlanych. Budowa została wznowiona dopiero w dniu 14 września 1957 roku, dzięki staraniom księdza Ignacego Wierobieja, proboszcza w Hajnówce. To on poświęcił w dniu 2 września 1963 roku prezbiterium i odprawił po raz pierwszy mszę świętą. W dniu 27 listopada 1965 roku zakończono budowę kościoła. W dniu 12 września 2010 roku świątynię konsekrował Antoni Dydycz, biskup drohiczyński.

## Wyposażenie

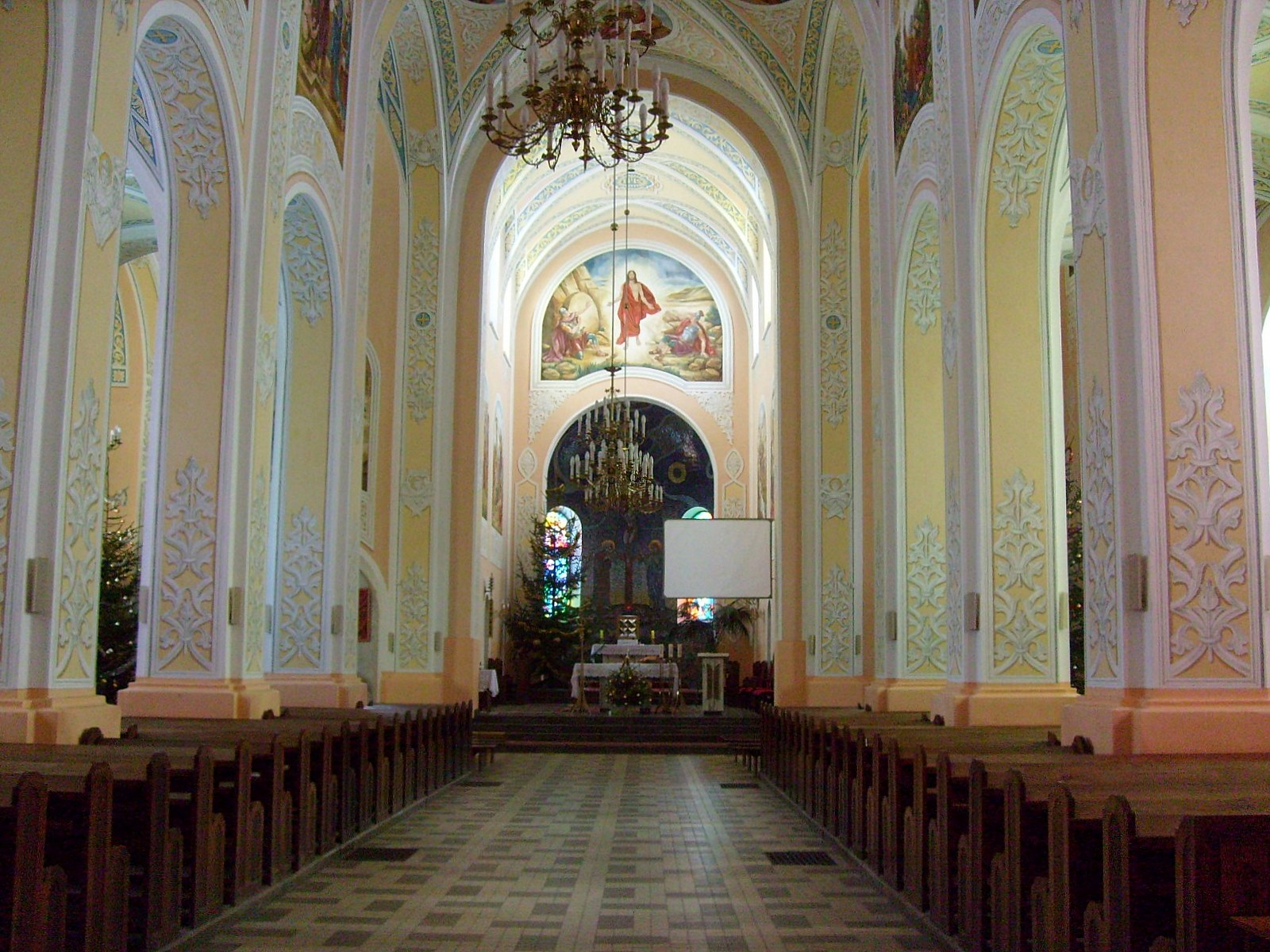
Wnętrze kościoła

W bocznych absydach znajdują się dwa drewniane ołtarze pochodzące ze starej świątyni, zbudowane przez hajnowskich stolarzy w 1944 roku, ozdobione rzeźbami zaprojektowanymi przez pana Franciszka Połoza – parafianina, pochodzącego z gór. W jednym bocznym ołtarzu jest umieszczona drewniana figura Niepokalanego Poczęcia Najświętszej Maryi Panny, natomiast w drugim bocznym ołtarzu jest umieszczona figura św. Antoniego. W oknach znajdują się witraże wykonane przez Jana Stańdę z Krakowa. W 1977 roku została wykonana mozaika w apsydzie budowli zaprojektowana przez profesora Wiktora Zina z Krakowa. Organy zostały wykonane na przełomie XIX i XX wieku przez świdnicką firmę „Schlag und Sohne” opus 922 z pneumatyczną trakturą gry dwoma manuałami oraz 28 głosami. Pochodzą ze zniszczonego kościoła ewangelicko-augsburskiego w Jedlinie-Zdroju. W latach 2005–2009 została wykonana polichromia na ścianach i suficie świątyni przez krakowskiego artystę malarza Jerzego Pasternaka, która przedstawia wydarzenia biblijne oraz historyczne – odnalezienie Relikwii Drzewa Krzyża Pańskiego przez św. Helenę oraz chrzest Polski.